# Et andet København 1870-1910
Et andet København 1870-1910 er en dokumentarfilm fra 1980 instrueret af Ole Brage efter eget manuskript.

## Handling
Nogle steder er der bygget så tæt, at en beboer kan række hånden ud af vinduet og trykke sin genbo i hånden. Sådan lyder en kommentar til et af de 118 enestående fotos, som danner grundlaget for filmen om hovedstadens sociale vilkår omkring år 1900. De gnistrende klare sort-hvide fotografier fortæller historien om beværtningerne, luderne og alfonserne, de hjemløse, de trange boliger, sygdommen og fattigdommen, og billederne akkompagneres af citater fra bl.a. Otto Rung og Martin Andersen Nexø. Fotografierne stammer fortrinsvis fra Københavns Bymuseum. Filmen skildrer livsvilkårene i hovedstadens slumkvarterer omkring århundredskiftet. Gaden og baggårdens liv og udseende danner baggrund for en behandling af følgende fem emner: Den daglige dont, arbejdet, følges af en beskrivelse af en mændenes hyppigt foretrukne fritidsbeskæftigelser, prostitutionen. Herfra vender filmen sig til datidens grovmaskede sikkerhedsnet, forsorgen, for til slut at vise samfundets yderste løsning, fængslet. 118 fotos, udvalgt blandt tusinder af datidige optagelser, danner basis for filmens fortælling. Hensigten har været at give en fortolkning af en virkelighed, som først og fremmest er præget af elendighed og trøstesløshed.